# Shahrestān-e Varāmīn
Shahrestān-e Varāmīn (persiska: شَهرِستانِ وَرامين) är en delprovins (shahrestan) i Iran.   Den ligger i provinsen Teheran, i den centrala delen av landet, 40 km söder om huvudstaden Teheran.
Delprovinsen hade 283 742 invånare 2016.